# شیرمیتس
شیرمیتس (به آلمانی: Schirmitz) یک شهر در آلمان است که در نویشتادت ان در والدناب واقع شده‌است. شیرمیتس ۴٫۹۶ کیلومتر مربع مساحت دارد ۳۹۳ متر بالاتر از سطح دریا واقع شده‌است.